# Hogna indefinida
Hogna indefinida là một loài nhện trong họ Lycosidae.
Loài này thuộc chi Hogna. Hogna indefinida được Cândido Firmino de Mello-Leitão miêu tả năm 1941.